# Hyperchirioides menieri
Hyperchirioides menieri är en fjärilsart som beskrevs av Pierre Claude Rougeot 1973. Hyperchirioides menieri ingår i släktet Hyperchirioides och familjen påfågelsspinnare. Inga underarter finns listade i Catalogue of Life.